# Herrarnas individuella tävling i modern femkamp vid olympiska sommarspelen 2000
Herrarnas tävling i de olympiska fäktningstävlingarna 2000 i Sydney avgjordes den 30 september.

## Medaljörer
| Gren   | Guld                        | Silver              | Brons                |
| Herrar | Dmitri Svatkovskij Ryssland | Gábor Balogh Ungern | Pavel Dovgal Belarus |

## Resultat
| Placering | Femkampare                   | Skytte Resultat (poäng) | Fäktning Vinster (poäng) | Simning Tid (poäng) | Ridning Straff (poäng) | Löpning Tid (poäng) | Totalt |
| --------- | ---------------------------- | ----------------------- | ------------------------ | ------------------- | ---------------------- | ------------------- | ------ |
| 1         | Dmitri Svatkovskiy (RUS)     | 176 (1048)              | 13 (880)                 | 2:07,64 (1224)      | 30 (1070)              | 9:21,79 (1154)      | 5376   |
| 2         | Gábor Balogh (HUN)           | 181 (1108)              | 14 (920)                 | 2:07,90 (1221)      | 120 (980)              | 9:29,49 (1124)      | 5353   |
| 3         | Pavel Dovgal (BLR)           | 186 (1168)              | 10 (760)                 | 2:04,62 (1254)      | 30 (1070)              | 9:38,75 (1086)      | 5338   |
| 4         | Sébastien Deleigne (FRA)     | 176 (1048)              | 13 (880)                 | 2:11,08 (1190)      | 90 (1010)              | 9:10,69 (1198)      | 5326   |
| 5         | Vadym Tkatjuk (UKR)          | 184 (1144)              | 12 (840)                 | 2:16,20 (1138)      | 30 (1070)              | 9:39,86 (1082)      | 5274   |
| 6         | Chad Senior (USA)            | 177 (1060)              | 15 (960)                 | 2:02,20 (1278)      | 210 (890)              | 9:43,45 (1068)      | 5256   |
| 7         | Andrejus Zadneprovskis (LTU) | 174 (1000)              | 12 (840)                 | 2:04,32 (1257)      | 145 (955)              | 9:14,31 (1184)      | 5236   |
| 8         | Olivier Clergeau (FRA)       | 180 (1096)              | 16 (1000)                | 2:13,71 (1163)      | 60 (1040)              | 10:20,71 (918)      | 5217   |
| 9         | Velizar Iliev (USA)          | 183 (1132)              | 13 (880)                 | 2:08,33 (1217)      | 30 (1070)              | 10:23,18 (908)      | 5207   |
| 10        | Georgii Tchimeris (UKR)      | 183 (1132)              | 12 (840)                 | 2:05,40 (1246)      | 148 (952)              | 9:55,85 (1018)      | 5188   |
| 11        | Samuel Félix (MEX)           | 176 (1048)              | 11 (800)                 | 2:16,31 (1137)      | 90 (1010)              | 9:17,66 (1170)      | 5165   |
| 12        | Michael Brandt (SWE)         | 180 (1096)              | 11 (800)                 | 2:08,23 (1218)      | 172 (928)              | 9:32,15 (1112)      | 5154   |
| 13        | Stefano Pecci (ITA)          | 175 (1036)              | 13 (880)                 | 2:09,72 (1203)      | 150 (950)              | 9:47,35 (1052)      | 5121   |
| 14        | Imre Tiidemann (EST)         | 179 (1084)              | 9 (720)                  | 2:18,05 (1120)      | 90 (1010)              | 9:23,85 (1146)      | 5080   |
| 15        | Igor Warabida (POL)          | 170 (976)               | 10 (760)                 | 2:11,96 (1181)      | 90 (1010)              | 9:26,97 (1134)      | 5061   |
| 16        | Eric Walther (GER)           | 170 (976)               | 7 (640)                  | 2:00,71 (1293)      | 120 (980)              | 9:37,91 (1090)      | 4979   |
| 17        | Péter Sárfalvi (HUN)         | 174 (1024)              | 12 (840)                 | 2:09,55 (1205)      | 262 (838)              | 9:44,05 (1064)      | 4971   |
| 18        | Deniss Čerkovskis (LAT)      | 174 (1024)              | 6 (600)                  | 2:12,04 (1180)      | 133 (967)              | 9:27,35 (1132)      | 4903   |
| 19        | Emad El-Gezery (EGY)         | 165 (916)               | 9 (720)                  | 2:08,61 (1214)      | 223 (877)              | 9:32,41 (1112)      | 4839   |
| 20        | Robert McGregor (AUS)        | 178 (1072)              | 7 (640)                  | 2:18,11 (1119)      | 195 (905)              | 9:48,26 (1048)      | 4784   |
| 21        | Nicolae Papuc (ROM)          | 185 (1156)              | 11 (800)                 | 2:10,86 (1192)      | DNF (0)                | 9:53,89 (1026)      | 4174   |
| 22        | Horacio de la Vega (MEX)     | 179 (1084)              | 15 (960)                 | 2:10,37 (1197)      | DNF (0)                | 10:50,91 (798)      | 4039   |
| 23        | Tzanko Hantov (BUL)          | 169 (964)               | 9 (720)                  | 2:07,66 (1224)      | DNF (0)                | 9:54,15 (1024)      | 3932   |
| 24        | Qian Zhenhua (CHN)           | 179 (884)               | 11 (800)                 | 2:05,05 (1250)      | DNF (0)                | 10:24,99 (902)      | 3836   |